# Куранжа
Куранжа́ — село в Ононском районе Забайкальского края России. Входит в состав сельского поселения «Тут-Халтуйское».

## География
Село находится на правом берегу реки Куранжа, на расстоянии 3,5 км к югу от места её впадения в Онон, на расстоянии 106 км к западу от села Нижний Цасучей, административного центра района.

## История
Село основано в конце XVII века как казачий пост у российско-цинской границы. В Забайкальском казачьем войске входило в состав караула Дурулгуевской станицы 2-го войскового отдела.

## Население
| 1989 | 2002 | 2010 | 2021 |
| ---- | ---- | ---- | ---- |
| 192  | ↘176 | ↘138 | ↘116 |

## Известные уроженцы
- Семёнов, Григорий Михайлович (1890—1946) — атаман Забайкальского казачьего войска, генерал-лейтенант Белой армии, деятель Белого движения.